# Torsten Eliasson (pedagog)
Hans Torsten Yngvar Eliasson, född den 1 mars 1921 i Göteryds församling, Kronobergs län, död den 30 september 2000 i Solna, var en svensk pedagog.
Eliasson avlade realexamen 1938. Han var lagerarbetare på Pub 1940–1947 samt anställd vid Aftontidningen 1947–1951, vid Arbetarnas bildningsförbund 1951–1957 och vid folkbildningssektionen på Sveriges radio 1957–1964. Eliasson genomgick Landsorganisationens skola 1949 och Genèveskolan 1951. Han var förbundsstudieledare inom Sveriges socialdemokratiska ungdomsförbund 1949–1955 och ledamot av Ecklesiastikdepartementets kulturråd från 1964. Eliasson var lektor i vuxenundervisningens metodik vid Lärarhögskolan i Stockholm 1964–1974, konsult för Brevskolan 1975–1980 och studieombudsman inom Arbetarnas bildningsförbund 1980–1986. Han vilar på Solna kyrkogård.